# In My Own Words
 (avril 2014).
Si vous disposez d'ouvrages ou d'articles de référence ou si vous connaissez des sites web de qualité traitant du thème abordé ici, merci de compléter l'article en donnant les références utiles à sa vérifiabilité et en les liant à la section « Notes et références ».
Albums de Ne-Yo
Because of You
(2007)
In My Own Words est le premier album studio du chanteur, danseur et auteur-compositeur américain Ne-Yo édité le 28 février 2006 sous le label Def Jam Records.

## Contexte
L'album a été précédé par la sortie de 3 singles apparaissant dans l'album : So sick (Premier sur le Billboard 100 en 2006), Sexy Love (septième sur le Billboard 100 en 2006) et When You're Mad (quinzième sur le Billboard 100 en 2006), ceux-ci représentant les trois plus gros succès de cet album. In My Own Words s'est vendu à près de 301 000 exemplaires dès la première semaine. L'album a été certifié double disque de platine par l'association d'industrie d'enregistrement de l'Amérique (RIAA) pour 2 millions d'unités vendues.

## Liste des titres
| No  | Titre                                             | Durée |
| --- | ------------------------------------------------- | ----- |
| 1.  | Stay (ft. Peedi Peddi)                            | 3:53  |
| 2.  | Let me get this right                             | 3:49  |
| 3.  | So sick                                           | 3:30  |
| 4.  | When You're mad                                   | 3:43  |
| 5.  | It just ain't right                               | 3:49  |
| 6.  | Mirror                                            | 3:48  |
| 7.  | Sign me Up                                        | 3:28  |
| 8.  | I ain't Gotta tell you                            | 3:19  |
| 9.  | Get down like that                                | 4:07  |
| 10. | Sexy love                                         | 3:41  |
| 11. | Let go                                            | 3:50  |
| 12. | Time                                              | 3:31  |
| 13. | Girlfriend                                        | 4:00  |
| 14. | Get down like that (remix) (ft. Ghostface Killah) | 4:58  |

## Certifications
| Pays              | Certification | Unités certifiées |
| ----------------- | ------------- | ----------------- |
| États-Unis (RIAA) | 2 × Platine   | 2 000 000         |
| Royaume-Uni (BPI) | Platine       | 300 000           |